# AmeriKKKa's Most Wanted
AmeriKKKa's Most Wanted é o álbum de estreia do rapper Ice Cube, gravado em Nova York entre 1989 e 1990 e lançado em 16 de maio de 1990 pela Priority Records, pouco tempo após a sua saída da banda N.W.A. Foi produzido principalmente pelo The Bomb Squad (time de produção do Public Enemy), com ajuda de Sir Jinx, Chilly Chill e do próprio Ice Cube. O álbum foi um inesperado sucesso comercial, recebendo a certificação de platina e também foi um sucesso com a crítica, e é considerado um dos álbuns que definiu o hip hop da década de 1990.

## Gravação
Após ter se recusado a assinar contrato com a Ruthless Records de Eazy-E e Jerry Heller, e consequentemente sair do até então quinteto N.W.A. em 1989, Ice Cube começou a trabalhar no seu primeiro álbum solo. Segundo Cube, Dre queria ajudar na produção de seu primeiro álbum solo, mas o desejo de Dre foi vetado pela Ruthless Records:
| “                                                      | Então quando eu fiquei sozinho, eu queria Dr. Dre para fazer o AmeriKKKa's Most, mas Jerry Heller não queria isso... e também tenho certeza de que Eazy-E também não queria que Dre fizesse isso. Mas Dre queria trabalhar no álbum, porém isso seria muito louco depois da minha saída do N.W.A., deviam achar que seria errado trabalhar com um traidor. | ” |
| — Ice Cube, XXL, The Making of AmeriKKKa's Most Wanted | |   |

Se juntando com Sir Jinx, primo de Dr. Dre, Ice Cube usou algumas das letras que estava guardando para usar com o membro do N.W.A. Eazy-E, se mudou para Nova Iorque e gravou as músicas Once Upon a Time in the Projects, Get Off My Dick and Tell Yo Bitch to Come Here e Gangsta's Fairytale, entre outras em Long Island. Ele também gravou a música "Jackin' For Beats" após ser insultado em 100 Miles and Runnin' do N.W.A., usando batidas que alega serem originalmente para uso do N.W.A, mas só veio a lançar a música meses depois junto com o EP Kill at Will.
Depois de contratar o Bomb Squad, Ice Cube terminou a gravação do álbum no Greene St. Recording em Manhattan. O álbum recebeu muita produção creditada ao Bomb Squad, com uma aparição do líder do Public Enemy Chuck D e outra de Flavor Flav, apesar de Sir Jinx alegar que o único produtor totalmente presente foi Eric Sadler.
Hank Shocklee falou sobre trabalhar com Ice Cube numa entrevista com a Cooleh Magazine:
| “                                | Cube me ligou querendo saber se nós poderíamos fazer algumas faixas de seu álbum solo depois dos problemas com o N.W.A e eu disse, eu vou fazer isso se eu puder fazer todo o álbum. E ele disse: "eu estava torcendo para você dizer isso." E quando nós estávamos no estúdio ele apareceu com cadernos e cadernos cheios de novas rimas. | ” |
| — Hank Shocklee, Cooleh Magazine | |   |

## Conteúdo
Com conteúdo sócio-político e gangsta rap, No seu disco de estréia como artista solo, Ice Cube aborda como principais temas questões como a vida dura no gueto, o vício em drogas, a pobreza e o racismo. Através do álbum, Ice Cube incessantemente ataca instituições por percebidas ou reais tendências racistas, bem como normas sociais que direta ou inderatamente permitem que a opressão contra aqueles que vivem nos guetos de Los Angeles continue.
Cube também faz vários comentários racistas a certos afro-americanos, se referindo a eles como "Oreo Cookies", gíria usada para designar pessoas que são negras mas na verdade apresentam tendências da raça branca. Arsenio Hall é especificamente mencionado como um "vendido". Cube também critica pesadamente rádios de hip hop e R&B por não tocarem gangsta rap.
A faixa "Endangered Species (Tales from the Darkside)" feita em parceria com Chuck D fala sobre a alarmante taxa de morte de negros nos Estados Unidos e Cube também prevê que sua vizinhança se torne um ponto alto de violência antes do escândalo envolvendo o espancamento de Rodney King em 1992,.
Uma das últimas canções, Get Off My Dick, and Tell Yo Bitch to Come Here, retorna ao mesmo tema no final, com o repórter Tom Brokaw falando sobre motins: Fora da área de South Central, poucos se importaram com a violência porque não afetava eles. Em It's a Man's World, Ice Cube faz um dueto com Yo-Yo trocando versos sobre sexismo entre homens e mulheres. Entre os críticos acusando Ice Cube de sexismo, Peter Watrous do The New York Times escreveu, na crítica de um show ao vivo no Apollo Theater:
| “ | ...ninguém saiu à frente, qualquer novo senso de violência ou sexismo cultural promovido pelo disco havia se dissolvido em uma batalha tradicional entre os sexos, não é melhor nem pior. | ” |

### Título
O título do álbum é uma alusão a um programa de televisão, America's Most Wanted, onde os crimes são reencarnados e os espectadores são convidados a fornecer informações sobre os alegados autores. O erro intencional da escrita de America, com três K's, iguala o show ao status social do Ku Klux Klan, devido ao fato de mostrar primeiramente perseguições de afro-americanos.

## Singles
A faixa título foi o primeiro single oficial do álbum. A canção contém samples de "Humpin'" de Bar-Kays, "There It Is" de James Brown, "Let the Music Take Your Mind" de Kool and the Gang e "Advice" de Sly and the Family Stone. O Lado B para a canção era "Once Upon a Time in the Projects". O próximo single lançado do álbum foi "Endangered Species (Tales from the Darkside)" com a participação de Chuck D. do Public Enemy. O título vem de um excerto no começo da canção, onde uma repórter fala sobre a alarmante taxa de morte de homens negros na América, e a letra da canção também se foca nisto.

## Recepção
| Críticas profissionais | Críticas profissionais |
| Avaliações da crítica  | Avaliações da crítica  |
| Fonte                  | Avaliação              |
| ---------------------- | ---------------------- |
| Allmusic               | [ 11 ]                 |
| The Austin Chronicle   | [ 12 ]                 |
| Robert Christgau       | (B-)                   |
| Entertainment Weekly   | (B-)                   |
| Los Angeles Times      | (favorável)            |
| Rolling Stone          | 1990                   |
| Rolling Stone          | 1992                   |
| Rolling Stone          | 2004                   |
| The Source             | [ 19 ]                 |
| Uncut                  | [ 20 ]                 |
| The Washington Post    | (favorável)            |

Inicialmente, "AmeriKKKa's Most Wanted" entrou nas paradas sem a ajuda de qualquer hit single ou vídeo clipe, apesar de haver um raro clipe de "Who's the Mack" e três singles que não tocaram bem. Independentemente de muita pouca promoção e pouco airplay, o álbum ganhou disco de ouro cinco meses depois do lançamento e disco de platina um ano depois.
Após seu lançamento, AmeriKKKa's Most Wanted recebeu na maior parte críticas positivas, e com o passar dos anos tem sido apontado como um clássico do hip hop. David Jeffries do allmusic deu ao álbum 5 de 5 estrelas."
Davis Mills do The Washington Post elogiou o álbum por seu lirismo comentando, "Ice Cube provou agora que era o elemento crucial do N.W.A. Ele é um rimador excepcionalmente talentoso, e sua ideologia é ainda mais auto-confiante." Greg Sandow do Entertainment Weekly elogiou as representações vivas da realidade urbana no álbum, e comentou;
| “              | Ice Cube emerge como um rapper mais original para o seu tom intransigente. Ele taca a vida do gueto nas nossas caras e nos atreve a tirar nossas conclusões. | ” |
| — Greg Sandow, | |   |

Rolling Stone originalmente deu ao álbum 2 estrelas e meia de 5 estrelas em 1990, com Alan Light comentando; "A profanação implacável cresce incansavelmente, as batidas do Bomb Squad perdem o vapor, e as atitudes de Cube em relação às mulheres são simplesmente desprezíveis". Ele também chamou o álbum de "um desapontamento". Rolling Stone porém, deu ao álbum 3 estrelas e meia de 5 em 1992 e 5 de 5 estrelas em 2004, e o elogiou pelas letras e pela produção.

## Legado
Os comentários sócio-políticos que Cube faz no álbum influenciaram vários gangsta rappers em suas carreiras desde. AmeriKKKa's Most Wanted. Se focando na vida difícil de South Central e criticando o sistema judiciário norte americano e relações raciais nos Estados Unidos, Cube virou um porta voz dos costumes sociais americanos virados contra jovens afro americanos.
Apesar da popularidade de Ice Cube entre ouvintes no mainstream ter caído desde os anos 2000, e sua música talvês seja considerada distintamente old school para os ouvidos mais jovens, muitos rappers notáveis foram influenciados por AmeriKKKa's Most Wanted. Seu estilo de fazer rap sobre o sentimento da vida real e consciência sócio-política influenciou a música de outros rappers da costa oeste, como por exemplo Tupac Shakur, Ras Kass, Xzibit, assim como rappers da costa leste, como Nas, The Notorious B.I.G. e, mais recentemente, Saigon e o rapper sulista Young Jeezy. Redman fez uma versão cover da música Once Upon a Time in the Projects em seu álbum Doc's da Name 2000, com a música Jersey Yo!.

## Faixas
- O EP de 1990, Kill at Will é incluido em relançamentos remasterizados como material bônus.
- * symboliza Co-produtor.

| #  | Título                                           | Cantor(es)            | Produtor(es)                                   | Samples | Duração |
| -- | ------------------------------------------------ | --------------------- | ---------------------------------------------- | --- | ------- |
| 1  | "Better Off Dead"*                               | *Intro*               | Ice Cube, Sir Jinx, E. Sadler                  | — | 1:03    |
| 2  | "The Nigga You Love to Hate"*                    | Ice Cube              | The Bomb Squad, *Ice Cube, *Sir Jinx           | - "Weak at the Knees" by Steve Arrington - "Atomic Dog" de George Clinton - "A Bitch Is A Bitch" de N.W.A - "Gangsta Gangsta" de N.W.A | 3:13    |
| 3  | "AmeriKKKa's Most Wanted"                        | Ice Cube              | The Bomb Squad, *Ice Cube, *Sir Jinx           | - "Fuck Tha Police" de N.W.A - "Straight Outta Compton" de N.W.A - "Humpin'" by the Bar-Kays - "There It Is" de James Brown - "Let the Music Take Your Mind" de Kool and the Gang - "Advice" de Sly and the Family Stone - "I'm Chief Kamanawanalea (We're the Royal Macadamia Nuts)" de The Turtles - "My Philosophy" de Boogie Down Productions - "Run, Nigga" de The Last Poets - "Prison" de Richard Pryor | 4:08    |
| 4  | "What They Hittin' Foe?"                         | Ice Cube              | The Bomb Squad, *Ice Cube, *Sir Jinx           | - "The Jugglers" de the Average White Band - "Sister Sanctified" de Stanley Turrentine | 1:22    |
| 5  | "You Can't Fade Me/JD's Gaffilin"*               | Ice Cube              | The Bomb Squad, *Ice Cube, *Sir Jinx           | - "Pneumonia" de Kool and the Gang - "Rumpofsteelskin" de Parliament | 5:12    |
| 6  | "Once Upon a Time in the Projects"*              | Ice Cube              | Sir Jinx, *The Bomb Squad                      | - "Shoo-B-Doop and Cop Him" de Betty Davis | 3:41    |
| 7  | "Turn Off the Radio"*                            | Ice Cube              | The Bomb Squad, *Ice Cube, *Sir Jinx           | - "Rated X" by Kool and the Gang - "House of Beauty" de Isaac Hayes - Diálogo de Do the Right Thing | 2:37    |
| 8  | "Endangered Species" (Tales from the Darkside)*  | Ice Cube, Chuck D     | The Bomb Squad, *Ice Cube, *Sir Jinx           | - "Standing on the Verge of Getting It On" de Funkadelic - "Bop Gun (Endangered Species)" de Parliament - "Funky Drummer" de James Brown - "Fuck Tha Police" de N.W.A | 3:21    |
| 9  | "A Gangsta's Fairytale"*                         | Ice Cube Lil' Russ    | Ice Cube, Sir Jinx, E. Sadler, *The Bomb Squad | - "Parrty" de Maceo & the Macks - "Mother Goose" de Andrew Dice Clay - Diálogo de The Flinstones e Looney Tunes | 3:16    |
| 10 | "I'm Only Out for One Thang"*                    | Ice Cube, Flavor Flav | Sir Jinx, Ice Cube, *The Bomb Squad            | — | 2:10    |
| 11 | "Get Off My Dick & Tell Yo' Bitch to Come Here"* | Ice Cube              | The Bomb Squad, *Ice Cube, *Sir Jinx           | — | 0:56    |
| 12 | "The Drive-By"*                                  | *Interlude*           | Sir Jinx                                       | - "Bust a Move" de Young MC | 1:01    |
| 13 | "Rollin' wit' the Lench Mob"*                    | Ice Cube              | The Bomb Squad, *Ice Cube, *Sir Jinx           | - "Aquaboogie" de Parliament - "Gangsta Gangsta" de N.W.A - "Rollin' with Kid 'N' Play" de Kid 'n Play | 3:43    |
| 14 | "Who's the Mack?"*                               | Ice Cube              | Sir Jinx, The Bomb Squad                       | - "I Wanna Get Down" de The J.B.'s - "T Stands for Trouble" de Marvin Gaye - "The Humpty Dance" de Digital Underground - "Impeach the President" de the Honey Drippers - "Sing a Simple Song" de Sly and the Family Stone | 4:35    |
| 15 | "It's a Man's World"                             | Ice Cube, Yo-Yo       | Sir Jinx, Ice Cube                             | - "It's a Man's, Man's, Man's World" de James Brown - "Crumbs Off the Table" de Laura Lee - "Brother Green (The Disco King)" de Roy Ayers - "Lyin' Ass Bitch" de Fishbone - "JD's Gaffilin' (Part 2)" de Ice Cube - "(Prelude) Still Talkin'" de Eazy-E - "Women Are Beautiful" de Richard Pryor - "A Bitch Is A Bitch" de N.W.A.                                                                              | 5:26    |
| 16 | "The Bomb"                                       | Ice Cube              | Sir Jinx, *The Bomb Squad                      | - "Assembly Line" de The Commodores - "UFO" de ESG - "Funk to the Folks" de The Soul Searchers - "More Bounce to the Ounce" de Zapp - "(You Gotta) Fight for Your Right (To Party!)" de Beastie Boys - "Welcome to the Terrordome" de Public Enemy | 3:25    |

## Créditos
As seguintes pessoas contribuíram na produção de AmeriKKKa's Most Wanted:
| - The Bomb Squad - Produtores - Mario Castellanos - Fotógrafo - Chris Champion - Engenherio assistente - Chuck D - Cantor - Da Lench Mob - Voses adicionais, produtores - (Ex) Cat Heads - Voses adicionais - Flavor Flav - Voses adicionais, cantor - Ricky Harris - Voses adicionais - Al Hayes - Baixo elétrico, guitarra - Vincent Henry - Flauta, saxofone - Brian Holt - Voses adicionais - Kevin Hosmann - Diretor de arte | - Ice Cube - Cantor, produtor - Jay Dee - Voses adicionais - Tim Rollins - Piano - Eric Sadler - Produtor - Nick Sansano - Engenheiro - Shannon - Voses adicionais - Christopher Shaw - Engenheiro - Keith Shocklee - Scratching - Sir Jinx - Voses adicionais, produtor - Chilly Chill - Voses adicionais, produtor - Howie Weinberg - Coordenador - Dan Wood - Voses adicionais, Engenheiro - Yo-Yo - Voses adicionais, cantora |

## Aclamações
- As informações sobre aclamações são adaptadas de acclaimedMusic.net[25] exceto para as listas que são originadas de outra forma.
- (*) quer dizer que a lista está desordenada

| Publicação          | País           | Aclamação                                    | Ano  | Posição |
| ------------------- | -------------- | -------------------------------------------- | ---- | ------- |
| About.com           | Estados Unidos | 100 Greatest Hip Hop Albums                  | 2008 | 33      |
| About.com           | Estados Unidos | Best Rap Albums of 1990                      | 2008 | 2       |
| Robert Dimery       | Estados Unidos | 1001 Albums You Must Hear Before You Die     | 2005 | *       |
| Ego Trip            | Estados Unidos | Hip Hop's 25 Greatest Albums by Year 1980-98 | 1999 | 1       |
| The Guardian        | Reino Unido    | 1000 Albums to Hear Before You Die           | 2007 | *       |
| Mixmag              | Reino Unido    | The 100 Best Dance Albums of All Time        | 1996 | 24      |
| New Musical Express | Reino Unido    | Albums of the Year                           | 1990 | 41      |
| Chris Rock          | Estados Unidos | Top 25 Hip-Hop Albums                        | 2005 | 17      |
| Rock De Lux         | Espanha        | Albums of the Year                           | 1990 | 46      |
| Rolling Stone       | Estados Unidos | The Essential Recordings of the 90s          | 1999 | *       |
| The Source          | Estados Unidos | The 100 Best Rap Albums of All Time          | 1998 | *       |
| Spin                | Estados Unidos | Top 100 (+5) Albums of the Last 20 Years     | 2005 | 33      |
| Spin                | Estados Unidos | Albums of the Year                           | 1990 | 1       |
| Spin                | Estados Unidos | Top 90 Albums of the 90s                     | 1999 | 80      |
| Tom Moon            | Estados Unidos | 1000 Recordings to Hear Before You Die       | 2008 | *       |
| Village Voice       | Estados Unidos | Albums of the Year                           | 1990 | 6       |

## Paradas musicais
| Paradas (1990)                | Posição |
| ----------------------------- | ------- |
| E.U.A. Billboard 200          | 19      |
| E.U.A. Top R&B/Hip-Hop Albums | 6       |

| 1990 | "AmeriKKKa's Most Wanted" | — | — | 1 |